# Yura Borisov
Yuri Alexandrovich "Yura" Borisov (em russo:  Ю́рий Алекса́ндрович Бори́сов, 8 de dezembro de 1992) é um ator russo. Fez sua estreia como ator no drama policial Elena (2011), retratou Mikhail Kalashnikov em AK-47 (2020) e também entrou em filmes como The Bull (2019), The Silver Skates (2020), Captain Volkonogov Escaped (2021) e Compartment No. 6 (2021). Por sua atuação em Anora (2024), recebeu indicações de melhor ator coadjuvante no Globo de Ouro, Critics' Choice, SAG Awards, BAFTA e Oscar.

## Início da vida
Borisov nasceu em Reutov, Oblast de Moscou, perto de Moscou. Em 2013, formou-se na Escola Superior de Teatro Shchepkin e ganhou o prêmio Golden Leaf na categoria Melhor Ator pelo papel de Alexander Tarasovich Ametistov na peça Zoyka's Apartment.

## Carreira
Borisov (cujo nome seria mais corretamente transcrito para português como Boríssov) começou a trabalhar como ator de cinema em 2010 e desempenhou papéis principais em várias séries de televisão. Em 2013–14, trabalhou no teatro Satyricon de Moscou.
Em 2019, entrou no filme The Bull, pelo qual foi indicado para o 18º Golden Eagle Awards 2020 na categoria de melhor ator principal, e também recebeu o prêmio Evento do Ano da revista Kinoreporter na categoria de revelação. Desempenhou igualmente papéis menores nos filmes T-34, Union of Salvation e Invasion.
Em fevereiro de 2020, foi lançado o filme AK-47, no qual Borisov desempenhou o papel principal, Mikhail Kalashnikov, e recebeu críticas positivas dos críticos de cinema. Por esse papel, recebeu o prêmio Golden Eagle Award de 2021 de melhor ator. Venceu o Golden Eagle Award em 2021. A GQ Rússia o escolheu como Ator do Ano em 2020.
Boríssov apareceu em oito longas-metragens lançadas em 2021, incluindo o filme original da Netflix Silver Skates. Em 2021, desempenhou o papel principal no filme fino-russo Compartment No. 6, de Juho Kuosmanen, que ganhou o Grand Prix no Festival de Cinema de Cannes de 2021.
Em 2024, dublou Behemoth, o Gato, em Master i Margarita, e interpretou Igor no filme vencedor da Palma de Ouro Anora, dirigido por Sean Baker. Por sua atuação no filme, foi nomeado para o Oscar, Globo de Ouro, Critics' Choice, SAG Awards e BAFTA de melhor ator coadjuvante. Com sua nomeação para o Oscar, Borisov se tornou o primeiro russo a ser indicado nas categorias de atuação em mais de quatro décadas, após a nomeação de Mikhail Baryshnikov na mesma categoria em 1977.